# Dependencia de las benzodiazepinas
La dependencia de las benzodiazepinas o la adicción a las benzodiazepinas es una condición en la cual una persona es dependiente de un medicamento benzodiazepinico. La dependencia puede ser tanto psicológica como física o una combinación de ambas. La dependencia física sucede cuando una persona desarrolla tolerancia a las benzodiazepinas y como resultado de la tolerancia fisiológica y de los síntomas de abstinencia desarrolla una dependencia física, que se puede manifestar durante una reducción de la dosis o una suspensión del consumo como un síndrome de abstinencia de las benzodiazepinas. La adicción, o lo que es a veces llamado dependencia psicológica, incluye el abuso y la necesidad imperiosa de consumir la droga no para aliviar los síntomas de la abstinencia, sino para experimentar sus efectos eufóricos o intoxicantes. La adicción a las benzodiazepinas puede también incluir a personas que las toman normalmente, tal como fueron prescritas por su médico, pero no pueden parar de consumirlas frente a un efecto adverso. Es importante diferenciar la adicción y abuso de la dependencia física de la benzodiazepinas. La dependencia física es típica en los consumidores de largo plazo de benzodiazepinas recetadas, pero el abuso y la adicción no es típico en los consumidores bajo control médico. El aumento de la inhibición GABAA causada por las benzodiazepinas es contrarrestado por el cuerpo desarrollando tolerancia a los efectos del medicamento; el desarrollo de la tolerancia ocurre como resultado de adaptaciones neuronales, que derivan en una disminución de la inhibición GABA y un aumento de la excitabilidad del sistema glutamato. Estas adaptaciones suceden como resultado del intento del cuerpo de superar los efectos depresores en el sistema nervioso central del medicamento para restablecer la homeostasis. Cuando las benzodiazepinas son suspendidas, estas adaptaciones neuronales son «desenmascaradas» lo cual causa una hiperexcitabilidad del sistema nervioso y la aparición de síntomas de abstinencia.
El grupo más grande de gente dependiente de las benzodiazepinas es la que consume una dosis terapéutica. Estas personas no suelen aumentar sus dosis a niveles altos o abusar de su medicación. Hay grupos más pequeños de gente que sí aumenta la dosis o abusa de otras drogas. La tolerancia a los efectos anticonvulsivo, hipnótico y relajante muscular, aparece en días o semanas y tras cuatro meses hay poca evidencia de que las benzodiazepinas mantengan sus propiedades ansiolíticas. Algunos autores no están de acuerdo y creen que las benzodiazepinas mantienen sus propiedades ansiolíticas. Sin embargo, el tratamiento a largo plazo con benzodiazepinas puede ser necesario ante determinadas condiciones clínicas.
La dependencia y el abuso de las benzodiazepinas ha sido un tema de gran preocupación desde el 2002. Basados en conclusiones extraídas de una compilación anual hecha en Estados Unidos llamada TEDS – «Treatment Episode Data Set» o en español, Conjunto de datos de episodios de tratamiento – que detalla las características de los pacientes atendidos en instalaciones de tratamiento por abuso de sustancias. Los ingresos debido al consumo de «tranquilizantes primarios» – categoría que incluye pero no está limitada a la familia de benzodiazepinas – aumentó un 79% entre 1992 y 2002. De este modo el informe TEDS junto con el informe DAWN – «Drug Abuse Warning Network» o en español, Red de Advertencia sobre Abuso de Drogas – demuestran claramente que el abuso de hipnóticos−sedantes esta en aumento y son motivo de preocupación.
La cantidad de prescripciones de benzodiazepinas ha ido disminuyendo, principalmente debido a la preocupación de la dependencia. A corto plazo, las benzodiazepinas pueden ser una medicina efectiva para la ansiedad aguda o el insomnio. Para el tratamiento a largo plazo hay otras terapias, tanto farmacológicas como psicoterapéuticas, que son más efectivas. Esto se debe en parte a la mayor efectividad, a lo largo del tiempo, de otras formas de terapia e incluso debido a un eventual desarrollo de una tolerancia farmacológica a las benzodiazepinas.

## Definición
La dependencia de las benzodiazepinas es la condición resultante del consumo repetido de medicamentos benzodiazepinicos. Puede incluir tanto la dependencia física como la dependencia psicológica y está caracterizada por un síndrome de abstinencia ante la caída de los niveles de benzodiazepinas en plasma sanguíneo (por ejemplo durante una reducción de la dosis o una abstinencia abrupta).

## Señales y síntomas
Los síntomas de dependencia de las benzodiazepinas incluyen la imposibilidad de tolerar la falta de esta medicina, intentos fallidos de disminuir o suspender su consumo, desarrollo de tolerancia a los efectos de las benzodiazepinas y síntomas de abstinencia cuando no se está tomando el medicamento. Algunos de los síntomas de abstinencia que pueden aparecer son ansiedad, paranoia, depresión, despersonalización, desrealización, trastornos del sueño, hipersensibilidad al tacto y dolor, temblores, dolores musculares, dolor, movimientos nerviosos (tics) y dolor de cabeza. La dependencia y abstinencia de las benzodiazepinas ha sido asociado a comportamientos suicidas y autolesiones, especialmente en gente joven. Las pautas sobre el abuso de substancias del ministerio de salud del Reino Unido recomiendan monitorear la presencia de trastornos emocionales en personas dependientes o en abstinencia de benzodiazepinas.
La dependencia de las benzodiazepinas es una complicación frecuente para aquellos a los que se les prescribe o consumen las mismas por periodos más largos que cuatro semanas. El problema más común es la dependencia y los síntomas de abstinencia, pero ocasionalmente también se da un comportamiento con búsqueda compulsiva de la medicina. Los síntomas de abstinencia incluyen ansiedad, trastornos cognitivos, distorsiones de todos los sentidos, disforia y en casos raros, psicosis y convulsiones epilépticas.

## Causas
Se desarrolla tolerancia a los efectos miorrelajantes, anticonvulsivos e inductores del sueño de las benzodiazepinas. Ante la suspensión se produce un síndrome de abstinencia. Eso puede llevar a que las benzodiazepinas se consuman por más tiempo del previsto, ya que la gente tiende a continuar tomando la medicina por un periodo más prolongado para suprimir los síntomas de abstinencia.
Algunas personas abusan de las benzodiazepinas con dosis muy altas y durante  mucho tiempo, satisfaciendo de este modo el criterio de diagnóstico del DSM IV abuso y dependencia de sustancias. Otro grupo de personas incluye aquellos que consumen dosis terapéuticas entre bajas y moderadas, no abusan de las benzodiazepinas pero desarrollan tolerancia y dependencia de las benzodiazepinas. Una cantidad considerable de individuos que toman benzodiazepinas para el insomnio aumentan su dosis, a veces por encima de los niveles recetados terapéuticamente. La tolerancia al efecto ansiolítico de las benzodiazepinas ha sido claramente demostrada en ratas. En humanos, hay poca evidencia que demuestren que las benzodiazepinas conserven sus efectos contra la ansiedad después de cuatro meses de tratamiento continuo; y hay evidencia que sugiere que el consumo a largo plazo de las benzodiazepinas puede en realidad empeorar la ansiedad, lo cual a su vez lleva a un aumento de la dosis, existiendo un estudio que descubrió que el 25% de los pacientes aumenta su dosis. Algunos autores, sin embargo, consideran a las benzodiazepinas efectivas a largo plazo, pero es más posible que el medicamento este actuando para prevenir la ansiedad de rebote causada por la abstinencia. La tolerancia a los efectos anticonvulsivos y miorrelajantes de la benzodiazepinas ocurren en pocas semanas en la mayoría de los pacientes.

### Factores de riesgo
Los factores de riesgo para una dependencia de las benzodiazepinas son, consumo que supere las cuatro semanas (considerado de largo plazo), consumo de dosis altas, consumo de benzodiazepinas potentes de acción corta, personalidad dependiente y proclividad al abuso de drogas. El consumo de benzodiazepinas de acción corta conduce a repetidos síntomas de abstinencia que son aliviados con la siguiente dosis, lo cual refuerza en el individuo la dependencia. La dependencia física se desarrolla más rápido con las benzodiazepinas de alta potencia tales como alprazolam (alplax o xanax), que con benzodiazepinas de menor potencia como clordiazepoxido (Librium). La severidad de los síntomas empeora con el consumo de dosis altas, con benzodiazepinas de alta potencia o de semivida corta. Otros sedantes hipnóticos de tolerancia cruzada como los barbitúricos o el alcohol, aumentan el riesgo de la dependencia de las benzodiazepinas. Tal como sucede con el consumo de opioides para el dolor, el consumo de dosis terapéuticas de benzodiazepinas raramente conduce al abuso de substancias.

## Mecanismo

### Tolerancia y dependencia
La tolerancia se desarrolla rápidamente en el caso de los efectos inductores del sueño de las benzodiazepinas, pero tarda varios meses en desarrollarse en el caso de los efectos ansiolíticos. Los efectos anticonvulsivos y miorrelajantes tardan pocas semanas en desarrollarse en la mayoría de las personas. La tolerancia resulta en una desensibilización de los receptores GABA y una sensibilización incrementada del sistema de neurotransmisores excitadores glutamato tales como receptores de glutamato NMDA. Estos cambios ocurren como resultado del intento del cuerpo de superar los efectos de la medicina. Otros cambios que se producen son la reducción del número de receptores GABA (internalización) y también posibles cambios a largo plazo de la codificación de la transcripción genética de células cerebrales. Las diferencias en cuanto a la velocidad en la que se desarrolla tolerancia a los efectos terapéuticos de las benzodiazepinas puede ser explicada por loas cambios en la velocidad en el rango de sistemas y subsistemas de neurotransmisores que son alterados por el consumo crónico de benzodiazepinas. Los diferentes sistemas y susbsistemas de neurotransmisores son capaces de revertir la tolerancia a diferentes velocidades, explicando así la naturaleza prolongada de algunos síntomas de abstinencia. Como resultado de la dependencia física que se desarrolla debido a la tolerancia, a menudo ocurre un síndrome de abstinencia de las benzodiazepinas característico tras la suspensión del medicamento o una reducción de la dosis. Las modificaciones en la expresión de neuropéptidos tales como la hormona liberadora de corticotropina y el neuropéptido Y podrían estar relacionadas con la dependencia de las benzodiazepinas. Las personas que toman benzodiazepinas a diario tienen una reducción en la sensibilidad a otras dosis adicionales de benzodiazepinas. La tolerancia a la benzodiazepinas puede ser demostrada inyectando diazepam a consumidores de largo plazo. En personas normales, ocurre un incremento de la hormona de crecimiento, mientras que en personas con tolerancia a las benzodiazepinas, este efecto está debilitado.
Estudios con animales han mostrado que repetidas suspensiones del consumo de benzodiazepinas conduce a un incremento en la severidad de los síntomas de abstinencia, incluyendo un incremento en el riesgo de convulsiones; este fenómeno es conocido en inglés como «kindling», que significa «ignición» en español. Este fenómeno de «ignición» esta totalmente comprobado en casos de suspensión repetida del consumo de alcohol, el cual tiene un mecanismo de tolerancia y abstinencia muy similar al de las benzodiazepinas, que involucra a receptores GABAA, NMDA y AMPA.
El cambio de los receptores benzodiazepinicos a un estado de agonistas inversos después de un tratamiento crónico causa una mayor sensibilidad del cerebro a fármacos excitatorios o al estímulo. Una actividad excesiva del glutamato puede conllevar excitotoxicidad, la cual a su vez puede resultar en neurodegeneración. El receptor glutamato del subtipo NMDA es reconocido por su papel en el desarrollo de excito-neurotoxicidad. Se supone que el receptor glutamato del subtipo AMPA tiene un importante papel en el desarrollo de la «ignición» neuronal –kindling— y también de la excitotoxicidad durante la abstinencia del alcohol o las benzodiazepinas. Es muy posible que los receptores NMDA estén involucrados en la tolerancia a algunos efectos de las benzodiazepinas.
Se descubrió en estudios con animales que los cambios glutamatérgicos que aparecen como resultado del consumo de benzodiazepinas son responsables de un síndrome de abstinencia retrasado, el cual en ratones tiene su punto más alto a los tres días luego de la suspensión de las benzodiazepinas.
Esto fue demostrado por la capacidad de evitar el síndrome de abstinencia mediante la administración de antagonistas AMPA. Se cree que diferentes subreceptores glutamato (p.ej.NMDA y AMPA) son responsables de diferentes etapas o momentos del síndrome de abstinencia. Los receptores NMDA están regulados al alza en el cerebro como resultado del desarrollo de la tolerancia a las benzodiazepinas. Los receptores AMPA están involucrados en la tolerancia y abstinencia de las benzodiazepinas. Como parte de la tolerancia puede ocurrir una disminución de los lugares de alojamiento de las benzodiazepinas en el cerebro.

### Tolerancia cruzada
Las benzodiacepinas comparten un mecanismo de acción similar con varios compuestos sedantes que actúan potenciando el receptor GABAA. La tolerancia cruzada implica que un principio activo alivia la abstinencia de otro; también, que la tolerancia desarrollada a una sustancia va a dar lugar a la tolerancia a otra sustancia de acción similar, razón por la cual las benzodiacepinas se usan a menudo para la desintoxicación de pacientes dependientes del alcohol. Sus propiedades pueden ayudar a prevenir y tratar síntomas severos durante períodos de abstinencia aguda del alcohol, como el delirium tremens, pero también actúan por sí mismas como refuerzo positivo en alcohólicos al incrementar el deseo de beber. En un estudio se descubrió que dosis bajas de benzodiacepinas aumentan significativamente el nivel de alcohol consumido por alcohólicos. Los clínicos suelen aconsejar que las personas con dependencia del alcohol y que consumen estos fármacos no deberían suspender su consumo abruptamente, para así evitar episodios de ansiedad severa o pánico, factores reconocidos de riesgo para la recaída de alcohólicos en recuperación.
Existe tolerancia cruzada entre el alcohol, las benzodiacepinas, los barbitúricos, los medicamentos análogos de benzodiazepinas y los corticosteroides, ya que todos ellos actúan potenciando la función del receptor GABAA mediante la modulación de las funciones de los canales iónicos cloro de este receptor.
Los neuroesteroides, como la progesterona y su metabolito activo, la alopregnanolona, son moduladores positivos de receptor GABAA y presentan tolerancia cruzada con las benzodiacepinas. Se ha descubierto que el metabolito activo de la progesterona potencia la unión de las benzodiacepinas a los sitios de unión en el receptor GABAA.